# San Filippo Apostolo (Carlo Crivelli)
San Filippo Apostolo è un dipinto a tempera e oro su tavola (27,5x19,5 cm) di Carlo Crivelli, databile al 1472 e conservato nella collezione E. Proehl di Amsterdam. Faceva probabilmente parte del Polittico del 1472. 

## Storia
Il polittico, probabilmente in origine nella chiesa di San Domenico a Fermo, venne smembrato poco prima del 1834, e disperso sul mercato. Il San Filippo Apostolo, che Federico Zeri chiamò invece Sant'Andrea, è nota dagli inizi del Novecento, quando era in una collezione a privata a Vienna. Attraverso vari cambi di proprietà finì prima a Berlino e poi ad Amsterdam. 
La ricostruita predella con altri quattro scomparti (Philadelphia, New Haven e Milano) è assegnata al polittico del 1472 sebbene con qualche incertezza legata all'assenza di documentazione. 

## Descrizione e stile
Nel pannello centinato un santo, probabilmente un apostolo, impugna uno croce e regge un libro col braccio sinistro, mentre con la destra si stringe la barba. Si tratta di un gesto raro e ricercato, legato alla ricerca di varietà del Crivelli. La stessa fisionomia del santo è ben caratterizzata, come quella di un vecchio dallo sguardo mansueto ma presente, che guarda con attenzione verso sinistra, in basso. Leggere ruotazioni del busto e della testa animano la piccola scena, così come l'articolata gestualità, leggermente accentuata, come è tipico nelle migliori opere di Crivelli. 